# Fislis
Fislis est une commune française située dans la circonscription administrative du Haut-Rhin et, depuis le 1er janvier 2021, dans le territoire de la Collectivité européenne d'Alsace, en région Grand Est. Village du canton d'Altkirch situé dans le sud-est du Sundgau, il appartient à la région historique et culturelle d'Alsace, à quelques kilomètres seulement de la frontière suisse.

## Géographie

### Situation

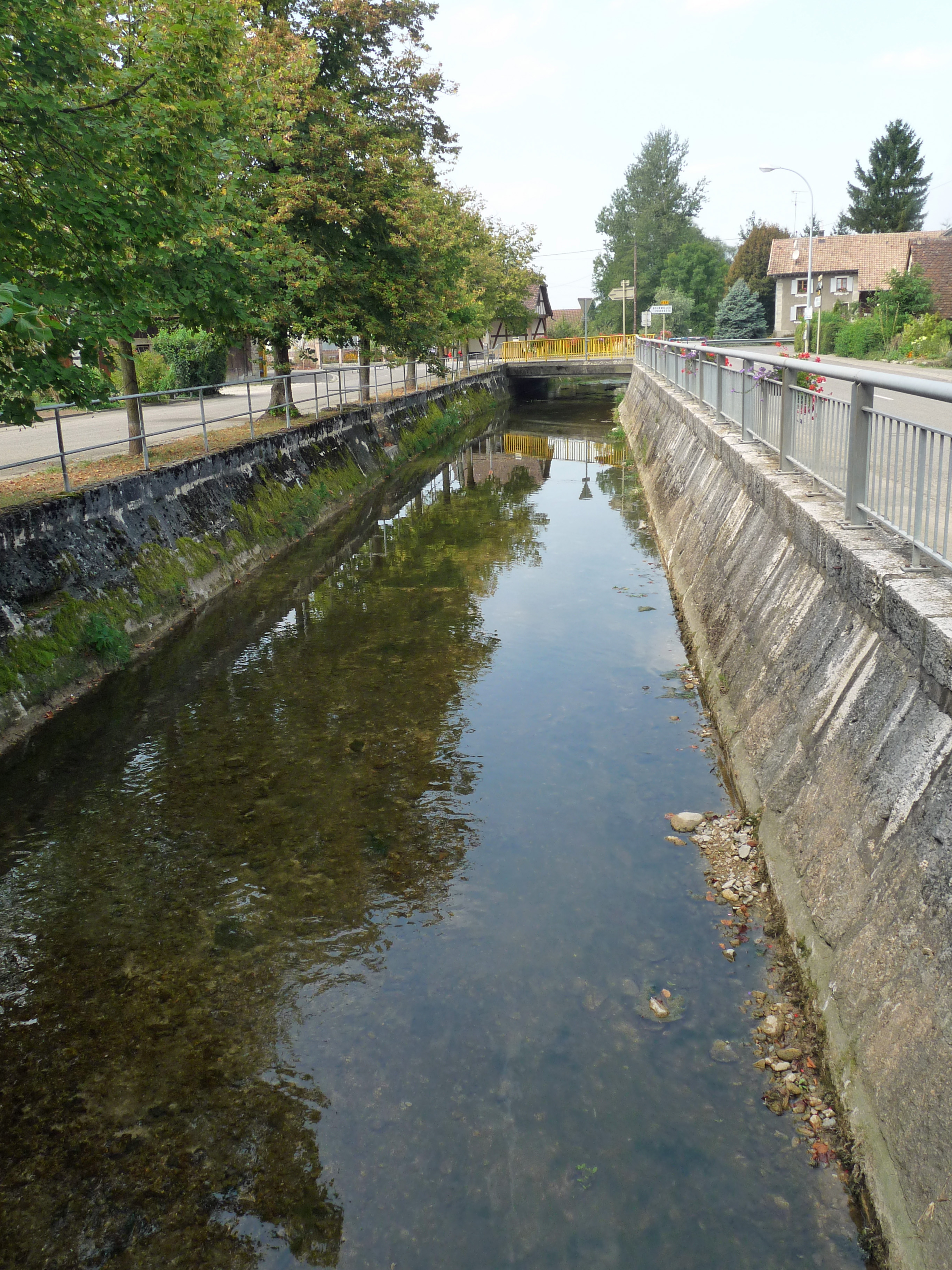
Le canal de l'Ill au centre du village.

La commune de Fislis s'étend au pied du Jura alsacien, au creux de la vallée de l'Ill, affluent du Rhin, qui traverse le village de part en part. La rivière, entièrement canalisée, longe la rue principale avant d'être dérivée pour alimenter un ancien moulin à grains. C'est d'ailleurs sur le ban de la commune que le rejoint le Limendenbach, l'un des premiers affluents de l'Ill.
La commune est également traversée, au nord-est du village, par la route départementale D 9b qui relie Leymen, village-frontière avec la Suisse, et Hirsingue, croisant les départementales D 473 et D 432, quotidiennement empruntées par les nombreux travailleurs frontaliers pour se rendre en Suisse. Le village est ainsi particulièrement bien connecté au réseau routier, tout en bénéficiant d'une situation calme assez privilégiée.
À une vingtaine de kilomètres au sud-ouest des villes de Saint-Louis et de Bâle (CH), Fislis est ainsi à vingt-cinq minutes en voiture de l'autoroute européenne A35/E25 qui relie Bâle (CH) à Strasbourg, desservant entre autres les villes de Mulhouse et de Colmar, et qui se trouve être l'une des seules autoroutes gratuites de France.
La gare de Saint-Louis est également bien desservie par le réseau ferroviaire puisqu'elle se trouve notamment sur la ligne du TER-Alsace Bâle-Strasbourg qui dessert les gares de Mulhouse, Colmar et Sélestat et permet de rejoindre la capitale européenne en un peu plus d'une heure.
Enfin, à moins d'une demi-heure en voiture, il est possible de se rendre à l'EuroAirport de Bâle-Mulhouse-Fribourg, le plus important aéroport de la région Grand Est et le seul au monde à posséder une plateforme binationale.

### Hydrographie
La commune est dans le bassin versant du Rhin au sein du bassin Rhin-Meuse. Elle est drainée par l'Ill, le ruisseau Gersbach, le ruisseau Limendenbach et le ruisseau Obertalgraben,,.
L'Ill, d'une longueur de 217 km, prend sa source dans la commune de Winkel et se jette  dans le Grand Canal d'Alsace à Offendorf, après avoir traversé 68 communes. Les caractéristiques hydrologiques de l'Ill sont données par la station hydrologique située sur la commune d'Oltingue. Le débit moyen mensuel est de 0,443 m3/s. Le débit moyen journalier maximum est de 9,7 m3/s, atteint lors de la crue du 9 août 2007. Le débit instantané maximal est quant à lui de 12,2 m3/s, atteint le même jour.

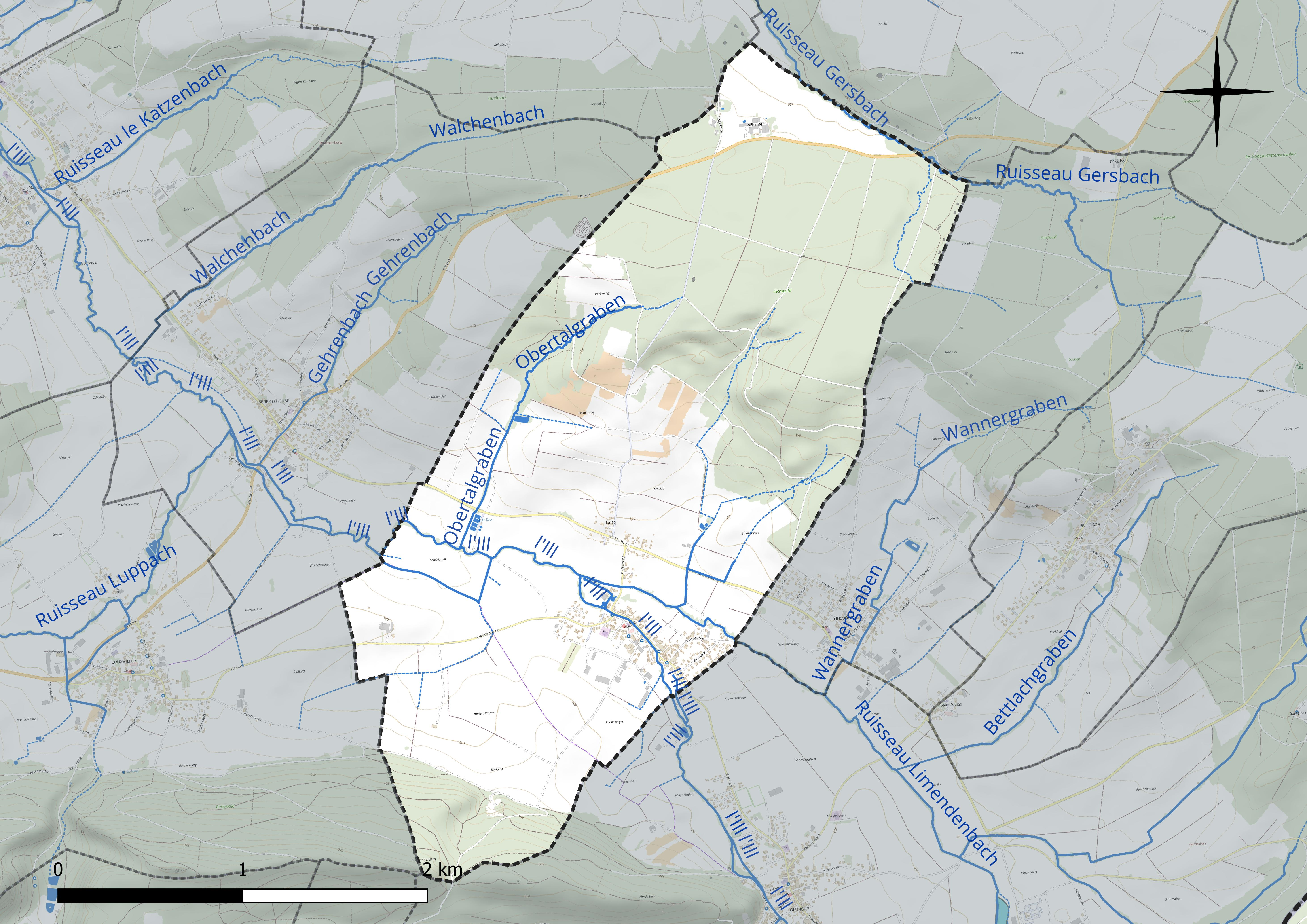
Réseau hydrographique de Fislis.

### Climat
Pour des articles plus généraux, voir Climat du Grand Est et Climat du Haut-Rhin.
En 2010, le climat de la commune est de type climat de montagne, selon une étude du Centre national de la recherche scientifique s'appuyant sur une série de données couvrant la période 1971-2000. En 2020, Météo-France publie une typologie des climats de la France métropolitaine dans laquelle la commune est exposée à un climat de montagne ou de marges de montagne et est dans une zone de transition entre les régions climatiques « Vosges » et « Alsace ».
Pour la période 1971-2000, la température annuelle moyenne est de 9,6 °C, avec une amplitude thermique annuelle de 17,3 °C. Le cumul annuel moyen de précipitations est de 881 mm, avec 9,1 jours de précipitations en janvier et 9,4 jours en juillet. Pour la période 1991-2020, la température moyenne annuelle observée sur la station météorologique de Météo-France la plus proche, « Lucelle_sapc », sur la commune de Lucelle à 14 km à vol d'oiseau, est de 9,4 °C et le cumul annuel moyen de précipitations est de 1 091,0 mm. 
La température maximale relevée sur cette station est de 36 °C, atteinte le 20 juillet 2003 ; la température minimale est de −19 °C, atteinte le 20 décembre 2009,,.
Les paramètres climatiques de la commune ont été estimés pour le milieu du siècle (2041-2070) selon différents scénarios d'émission de gaz à effet de serre à partir des nouvelles projections climatiques de référence DRIAS-2020. Ils sont consultables sur un site dédié publié par Météo-France en novembre 2022.

## Urbanisme

### Typologie
Au 1er janvier 2024, Fislis est catégorisée commune rurale à habitat dispersé, selon la nouvelle grille communale de densité à sept niveaux définie par l'Insee en 2022.
Elle est située hors unité urbaine. Par ailleurs la commune fait partie de l'aire d'attraction de Bâle - Saint-Louis (partie française), dont elle est une commune de la couronne,. Cette aire, qui regroupe 94 communes, est catégorisée dans les aires de 200 000 à moins de 700 000 habitants,.

### Occupation des sols
L'occupation des sols de la commune, telle qu'elle ressort de la base de données européenne d’occupation biophysique des sols Corine Land Cover (CLC), est marquée par l'importance des territoires agricoles (52,9 % en 2018), en diminution par rapport à 1990 (53,7 %). La répartition détaillée en 2018 est la suivante : 
terres arables (52,9 %), forêts (43 %), zones urbanisées (4,2 %). L'évolution de l’occupation des sols de la commune et de ses infrastructures peut être observée sur les différentes représentations cartographiques du territoire : la carte de Cassini (XVIIIe siècle), la carte d'état-major (1820-1866) et les cartes ou photos aériennes de l'IGN pour la période actuelle (1950 à aujourd'hui).

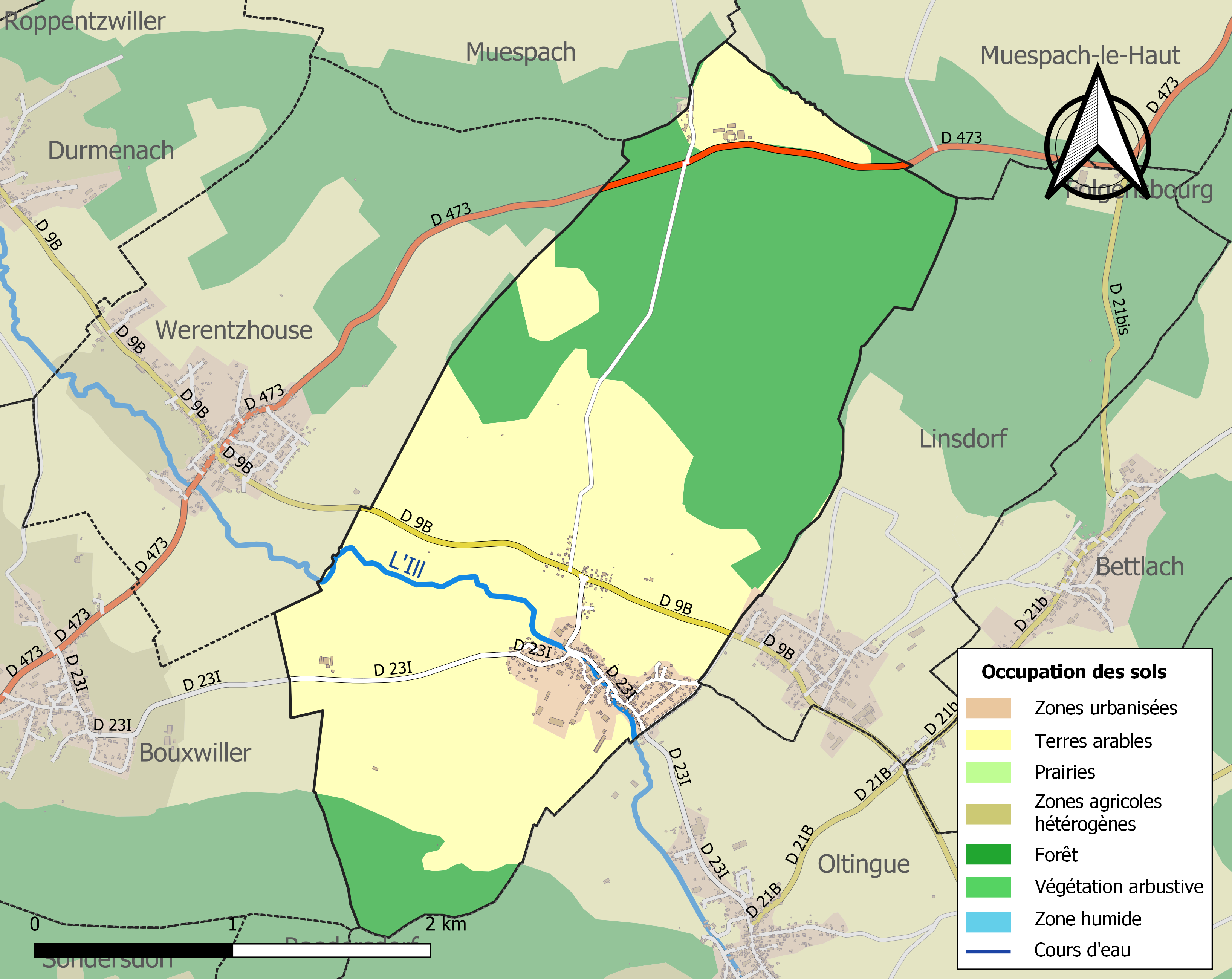
Carte des infrastructures et de l'occupation des sols de la commune en 2018 (CLC).

## Histoire

### Toponymie
On trouve mention de la commune de Fislis sous le terme Visilis dès 1243, avec quelques variantes du XIIIe au XVe siècle (Viselis en 1283 et en 1297, Vislins en 1460). Le terme Fislitz apparaît en 1576, concurrencé un temps par celui de Fislach. À la fin de l'Ancien Régime, c'est cependant bien le terme de Fislis qui s'est imposé.

### Héraldique
| Blason de Fislis | Les armes de Fislis se blasonnent ainsi : « D'or à la bande ondée d'azur chargée d'une truite d'argent miraillée de gueules. » |

### Jumelage Fislis-Losse
Fislis est jumelée depuis 1982 avec Losse, un village situé dans les Landes de Gascogne.

#### L'évacuation de Fislis pendant la Seconde Guerre mondiale
Le 1er septembre 1939, devant l'imminence du conflit, l'ensemble des communes situées sur la Ligne Maginot sont évacuées dans le Sud-Ouest. Parmi les 325 000 Alsaciens évacués, 178 habitants de Fislis quittent ainsi leur village avec leur maigre bagage vers une destination inconnue. Les réfugiés sont accueillis à Losse où les habitants locaux doivent partager avec eux le gîte et la nourriture. Après plusieurs mois de cohabitation, des liens se tissent, des amitiés naissent. A partir de juillet 1940, les habitants sont priés par les autorités de Vichy de retourner chez eux. Certains obéissent, d'autres restent dans les Landes. Seulement, la paix revenue en 1945, les derniers réfugiés rentrent en Alsace.

#### Des liens durables pendant la paix
En 1949, la forêt landaise est ravagée par les flammes. Le grand incendie a détruit 25 000 hectares de forêts, causant la mort de 82 personnes. Le drame est national. Aussitôt alertés, les élus de Fislis reprennent contact avec la municipalité de Losse et lui envoient des dons récoltés parmi les habitants de Fislis.
En 1979, afin de marquer le quarantième anniversaire de l'évacuation, un millier de Landais installés dans 25 bus se déplacent depuis le Sud-Ouest afin de prendre part à des festivités dans le Haut-Rhin. Trois ans plus tard, le 22 août 1982, le maire de Fislis Louis Rey et le maire de Losse Serge Jourdan signent dans les Landes le serment de jumelage entre les deux communes.
A l'été 1983, à l'initiative du nouveau maire de Fislis Robert Mona, une délégation de Losse se déplace à Fislis pour célébrer le premier anniversaire de ce jumelage historique. En 1988, les instituteurs organisent des échanges d'élèves entre les deux communes. Des voyages officiels, des échanges et des festivités populaires sont alors organisées à échéance régulière.
En 2009, la Tempête Klaus sème la désolation dans la forêt de Losse. Encore une fois, la population de Fislis s'organise et collecte des fonds pour venir en aide à la commune landaise. A l'été 2017, les liens étant durables entre les deux communes, une délégation alsacienne se déplace à Losse afin de célébrer le trente-cinquième anniversaire du jumelage historique. Le maire de Fislis Clément Libis et son homologue Serge Jourdan renouvellent alors officiellement le serment qui unit les deux communes en présence du préfet des Landes et des autorités locales.

## Politique et administration

### Liste des maires
Depuis 1792, vingt-quatre maires se sont succédé à Fislis, d'ailleurs tous laboureurs ou meuniers jusqu'au lendemain de la Première Guerre mondiale. Après la Seconde Guerre mondiale, la tertiarisation des professions indiquées des premiers édiles de Fislis témoignent néanmoins de la gentrification du village, symptomatique d'un phénomène qui touche tout le Sundgau et la plupart des communes frontalières.

### Tendance politique et résultats

#### Élections présidentielles
Fislis est une commune dont l'ancrage politique est resté traditionnellement au centre-droit jusqu'à l'élection présidentielle de 2017 où l'on observe un virage sensible vers l'extrême-droite.
À l'élection présidentielle de 2002, au premier tour, Jacques Chirac (RPR) est placé en tête avec 23,65 % des voix, suivi de Jean-Marie Le Pen (FN) avec 19,50 %, François Bayrou (UDF) avec 10,79 %, de Bruno Mégret (MNR) avec 8,71 %, de Noël Mamère (Verts) avec 7,88 %, de Lionel Jospin (PS) avec 5,81 %, de Corinne Lepage (CAP21) avec 4,98 %, d'Arlette Laguiller (LO) avec 4,56 % et de Jean-Pierre Chevènement (MRC) avec 4,15 %. Aucun autre candidat ne dépasse le seuil des 4 %. Au second tour, Jacques Chirac est porté très largement en tête avec 81,85 % des suffrages exprimés contre Jean-Marie Le Pen, qui ne récolte que 18,15 % des voix, avec néanmoins un écart légèrement inférieur à la moyenne nationale (avec respectivement 82,21 % contre 17,79 %).
Lors de l'élection présidentielle de 2007, au premier tour, le candidat de la droite, Nicolas Sarkozy (UMP), arrive lui aussi largement en tête avec 43,66 %, suivi de François Bayrou (UDF) avec 17,61 %, de Jean-Marie Le Pen (FN) à égalité avec Ségolène Royal (PS) avec 12,68 % et d'Olivier Besancenot (LCR) à égalité avec José Bové (SE) avec 4,23 %. Aucun autre candidat ne dépasse les 3 %. Au second tour, Nicolas Sarkozy obtient plus des trois quarts des voix avec 76,24 % des suffrages exprimés contre 23,76 % pour Ségolène Royal (résultat national : respectivement 53,06 et 46,94 %).
Pour l'élection présidentielle de 2012, Nicolas Sarkozy (UMP) est de nouveau porté largement en tête avec 47,37 % des voix, suivi de Marine Le Pen (FN) avec 17,54 %, de François Bayrou (MoDem) avec 11,58 %, de François Hollande (PS) avec 11,23 %, de Jean-Luc Mélenchon (FDG) avec 5,61 % et d'Éva JOLY (EELV) avec 3,86 %. Aucun autre candidat ne dépasse les 2 %. Au second tour, Nicolas Sarkozy obtient 79,44 % des voix contre seulement 20,56 % pour François Hollande alors qu'au niveau national c'est bien ce dernier qui est donné vainqueur avec 51,64 % (contre 48,36 % pour le candidat de la droite).
Pour la première fois à l'élection présidentielle de 2017, à la suite des affaires qui ont éclaboussé François Fillon (LR) et à la stratégie de dédiabolisation du Front national entreprise par Marine Le Pen depuis plusieurs années, le candidat de la droite et du centre n'est pas porté en tête des suffrages. Marine Le Pen (FN) arrive ainsi en courte tête avec 33,69 % des voix, suivie de près par François Fillon (LR) avec 33,33 %, puis de Nicolas Dupont-Aignan (DLF) avec 12,41 %, de Jean-Luc Mélenchon (FI) avec 7,80 %, d'Emmanuel Macron (EM) avec 6,74 % et de Benoît Hamon (PS) avec 3,19 %. Les autres candidats ne dépassent pas les 2 %. Au second tour, Marine Le Pen est à nouveau en tête avec 50,39 % contre Emmanuel Macron qui obtient tout de même 49,61 % des suffrages exprimés alors qu'au niveau national, ce dernier est donné largement en tête face à la candidate frontiste avec 66,10 % (contre à peine 33,90 %).

#### Élections législatives
Comme pour les élections présidentielles, la commune de Fislis vote majoritairement à droite aux élections législatives, plaçant régulièrement Jean-Luc Reitzer (LR) en tête des suffrages dès le premier tour de scrutin.
Ainsi, aux élections législatives de 2012, le député sortant Jean-Luc Reitzer (UMP) obtient 71,43 % des suffrages exprimés, suivi de la candidate FN Stéphanie Faesch avec 10,48 % et des deux candidats écologistes Antoine Waechter et Max Delmond qui obtiennent respectivement 8,6 % et 8,19 % des voix. Aucun autre candidat n'obtient plus de 2 % des voix. Dans la 3e circonscription du Haut-Rhin, Jean-Luc Reitzer est réélu député dès le premier tour de scrutin avec 54,8 % des suffrages exprimés.
Aux élections législatives de juin 2017, malgré la vague politique sans précédent suscitée par le Président de la République Emmanuel Macron, le député sortant Jean-Luc Reitzer (LR - UDI) obtient tout de même 55,81 % des suffrages au premier tour, suivi de loin par Patrick Striby (LREM) avec 13,37 %. Le régionaliste Hervé Ott (UL) et la frontiste Katia Di Leonardo (FN) sont quant à eux donnés au coude à coude avec chacun 7,56 % des voix. Suivent Marianne Berçot (FI) avec 4,65 % et, à égalité, le candidat écologiste Antoine Waechter et le souverainiste Jean-Michel Monteillet (DLF) avec 3,49 % des voix. Aucun autre candidat n'obtient plus de 2 % des suffrages. La participation reste cependant extrêmement faible à seulement 50,73 %. En revanche, le candidat de la droite et du centre enregistre à Fislis l'un de ses meilleurs scores dans la 3e circonscription du Haut-Rhin où les résultats le placent en ballotage défavorable pour la première fois de sa carrière derrière le candidat de LREM. Au second tour, alors que Jean-Luc Reitzer (LR - UDI) est réélu dans sa circonscription à 55,15% des voies contre le candidat LREM, il obtient à Fislis l'un de ses meilleurs scores avec 74,84% des suffrages exprimés.

## Démographie
L'évolution du nombre d'habitants est connue à travers les recensements de la population effectués dans la commune depuis 1793. Pour les communes de moins de 10 000 habitants, une enquête de recensement portant sur toute la population est réalisée tous les cinq ans, les populations de référence des années intermédiaires étant quant à elles estimées par interpolation ou extrapolation. Pour la commune, le premier recensement exhaustif entrant dans le cadre du nouveau dispositif a été réalisé en 2004.

En 2022, la commune comptait 387 habitants, en évolution de −10 % par rapport à 2016 (Haut-Rhin : +0,66 %, France hors Mayotte : +2,11 %).
| 1793 | 1800 | 1806 | 1821 | 1831 | 1836 | 1841 | 1846 | 1851 |
| ---- | ---- | ---- | ---- | ---- | ---- | ---- | ---- | ---- |
| 440  | 404  | 447  | 428  | 450  | 438  | 428  | 398  | 404  |

| 1856 | 1861 | 1866 | 1871 | 1875 | 1880 | 1885 | 1890 | 1895 |
| ---- | ---- | ---- | ---- | ---- | ---- | ---- | ---- | ---- |
| 370  | 384  | 456  | 398  | 369  | 344  | 298  | 312  | 321  |

| 1900 | 1905 | 1910 | 1921 | 1926 | 1931 | 1936 | 1946 | 1954 |
| ---- | ---- | ---- | ---- | ---- | ---- | ---- | ---- | ---- |
| 326  | 323  | 327  | 316  | 320  | 336  | 323  | 296  | 314  |

| 1962 | 1968 | 1975 | 1982 | 1990 | 1999 | 2004 | 2006 | 2009 |
| ---- | ---- | ---- | ---- | ---- | ---- | ---- | ---- | ---- |
| 337  | 322  | 365  | 376  | 380  | 386  | 388  | 399  | 432  |

| 2014 | 2019 | 2022 | - | - | - | - | - | - |
| ---- | ---- | ---- | - | - | - | - | - | - |
| 423  | 393  | 387  | - | - | - | - | - | - |

## Culture locale et patrimoine

### Lieux et monuments

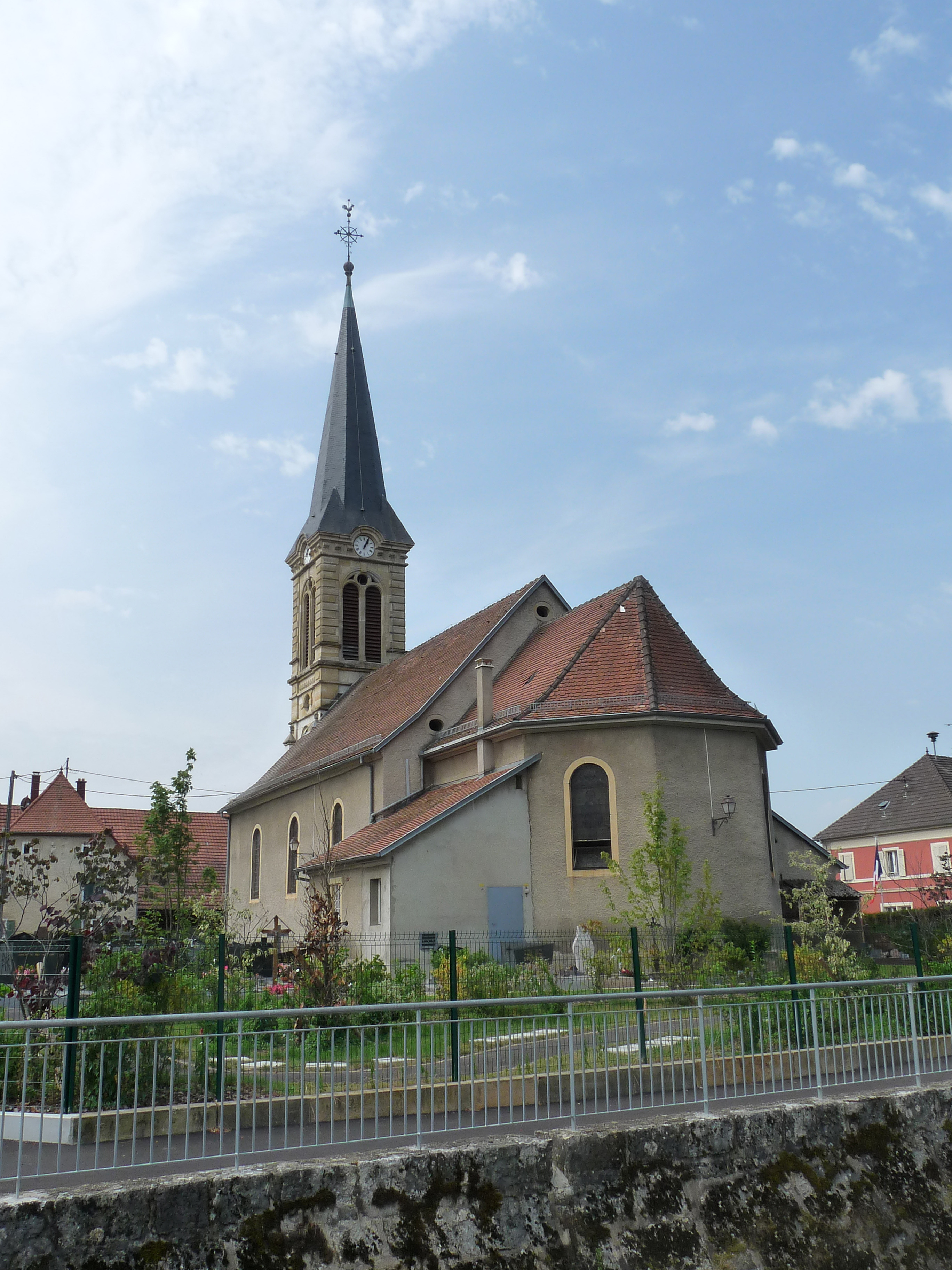
Église Saint-Léger avec son clocher néoclassique (1885) depuis l'Ill.

#### Église Saint-Léger
Le monument actuel, placé sous le patronage de saint Léger, est situé à l'emplacement d'une chapelle plus ancienne citée dès 1441. On y trouve d'ailleurs toujours des fonts baptismaux en grès de style Renaissance réalisés au XVIe siècle et représentant notamment Léger d'Autun et des personnages de l'Ancien testament.
Longtemps sous la tutelle de l'église voisine de Saint-Blaise, le lieu de culte se voit adjoindre un vicaire en 1753. L'édifice est ensuite agrandi entre 1762 et 1763 et consacré solennellement le 14 janvier 1764. De cette période, l'église conserve un maître-autel aux nombreux décors Rocaille ainsi que deux autels latéraux dédiés, l'un à la Vierge, l'autre à Saint-Joseph, patron secondaire de la paroisse. Leurs retables richement ornés, encadrant des toiles vraisemblablement peintes à cette période, en font d'ailleurs de parfaits exemples des arts décoratifs du milieu du XVIIIe siècle.

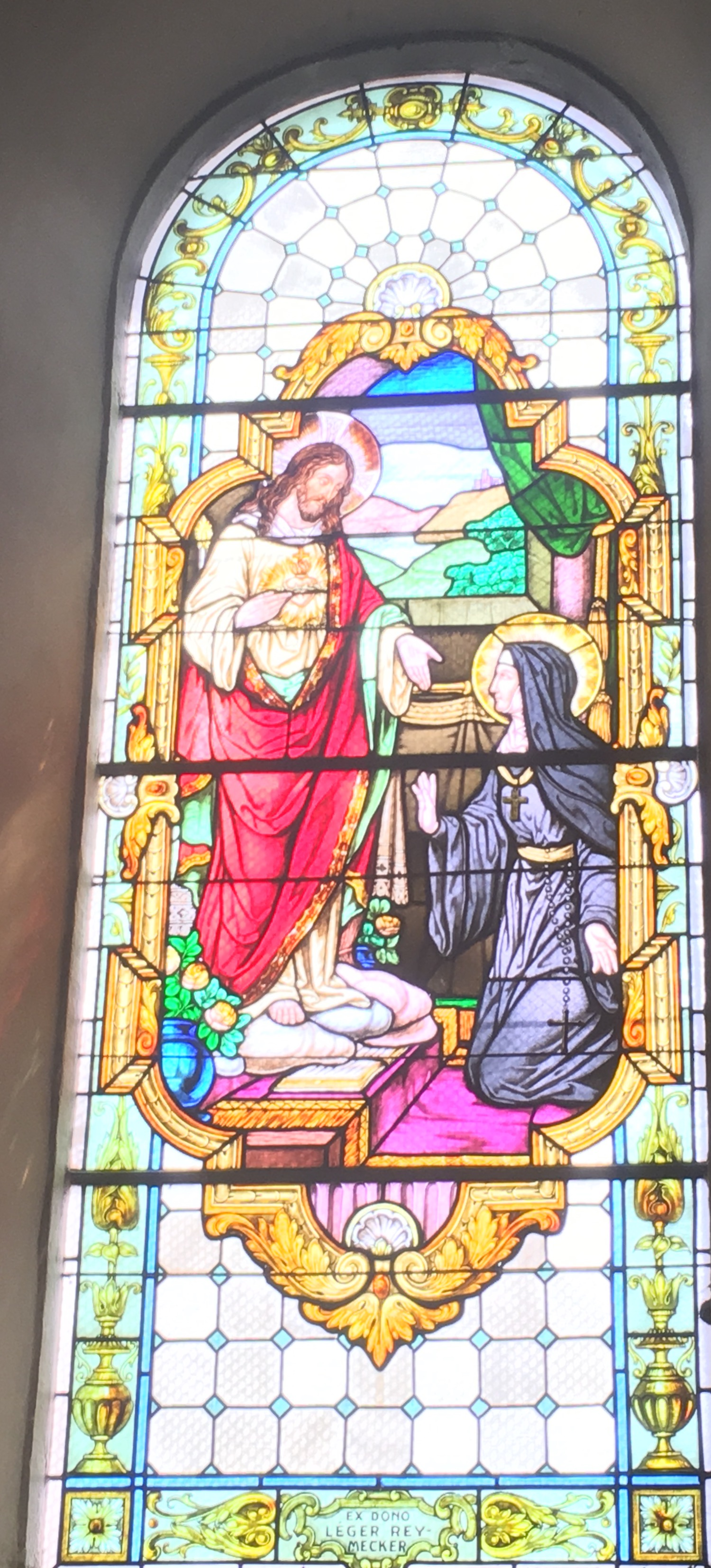
Vitrail de l'apparition du Christ à sainte Marguerite Alacoque.

À la suite du Concordat de 1801 qui réorganise les territoires ecclésiastiques, la paroisse catholique Saint-Léger de Fislis gagne son autonomie en 1803, date à laquelle y est nommé son premier desservant. Ce statut nouveau permet ainsi à la commune et aux fidèles d'enrichir constamment leur église paroissiale.
Ainsi, en 1853, on installe un nouvel instrument construit par le facteur d'orgue Valentin Rinkenbach Père, originaire d'Ammerschwihr. Une décennie plus tard, après la construction de la sacristie nord en 1863, la grande toile représentant la Glorification de Saint Léger commandée au peintre strasbourgeois Michel Oster, est placée au-dessus du maître-autel. À la même époque, on installe également les vitraux du chœur qui représentent dans un style néogothique, respectivement à droite et à gauche de l'autel principal, le Sacré-Cœur de Jésus et Marie.
Malgré l'annexion de l'Alsace-Moselle en 1871 et le Kulturkampf qui sévit alors en Allemagne, l'architecte mulhousien Adolphe Grimm remplace, entre 1884 et 1885, le vieux clocheton de bois de la façade par un élégant clocher de style néoclassique à la flèche élancée,.
L'Alsace étant redevenue française en 1919, on décide enfin de remplacer les baies vitrées de la nef par des vitraux dans les années 1920. Après un demi-siècle d'occupation allemande, ces vitraux représentent d'ailleurs symboliquement des saints français dont sainte Marguerite Alacoque, alors récemment canonisée, ou bien celles qui sont encore les bienheureuses Bernadette Soubirous et Thérèse de Lisieux. Un quatrième vitrail représente saint Georges terrassant le dragon.
Intégrée aujourd'hui dans la communauté de paroisses Saint-Martin de la Porte du Jura, dont l'église-mère est dans la commune voisine d'Oltingue, l'église Saint-Léger témoigne néanmoins de l'histoire locale de Fislis. Elle reste aussi le nerf névralgique de la vie religieuse de la commune, aussi bien pour les occasions particulières (mariages, funérailles, baptêmes...) que pour les messes dominicales qui y sont encore régulièrement célébrées.
Aidée notamment par les contributions du Conseil départemental du Haut-Rhin, de la Région Grand Est, de l'enveloppe parlementaire du député Jean-Luc Reitzer, des Mécènes des entreprises du Sundgau et de la Fondation du patrimoine, ainsi que par de nombreux dons de particuliers récoltés notamment à l'occasion des Journées européennes du patrimoine, la commune a entièrement restauré les abords extérieurs de l'église en 2019. Le bâtiment a donc fait peau neuve, en obtenant un ravalement de façade complet et le remplacement de la couverture de tuiles déjà fatiguée. Ces travaux permettent de protéger la charpente d'origine installée au XVIIIe siècle et la voûte intérieure en plâtre qui supporte une grande toile du XIXe siècle représentant l'Assomption de la Très Sainte Vierge Marie, et remettent par ailleurs en lumière le cachet de l'édifice religieux.

#### Place de la Mairie

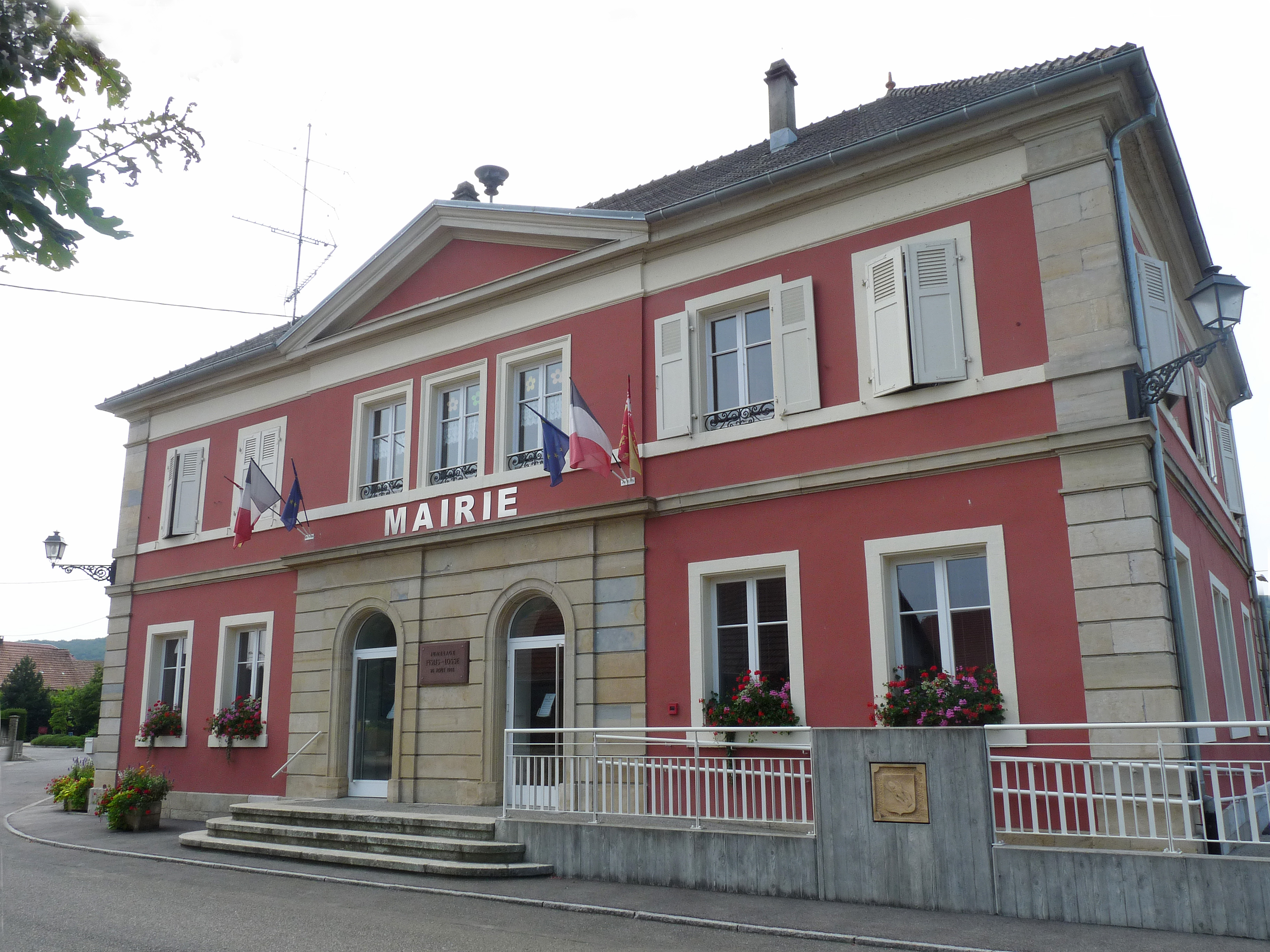
Mairie de Fislis.

Sur le flanc nord de l'église Saint-Léger, le croisement de la rue de l'Église et de deux impasses qui la poursuivent de quelques dizaines de mètres à l'est et à l'ouest forme une petite place, caractérisée par le bâtiment qui regroupait jusqu'à la toute fin du XXe siècle à la fois la mairie et l'école élémentaire. Dessiné en 1843 par l'architecte François-Louis Laubser, originaire de Colmar, l'édifice est achevé en février 1846. Le bâtiment doit à sa première vocation, d'abord scolaire, son élégant chambranle à ouverture double de style néoclassique, construit en pierre de taille. Un siècle et demi plus tard, laissé à son seul rôle de mairie, l'édifice subit un complet réaménagement intérieur au début du XXIe siècle ainsi qu'un ravalement de façade qui lui donne l'aspect qu'on lui connaît aujourd'hui. Ces travaux permettent par ailleurs la mise aux normes de l'édifice avec, notamment, l'installation d'un accès pour les personnes à mobilité réduite.
En face de la mairie, l'ancienne laiterie abrite actuellement le dépôt du corps des Sapeurs pompiers de Fislis. Construit à l'époque allemande au début du XXe siècle, le bâtiment se caractérise encore par son porche très particulier où un perron légèrement surélevé, auquel on accède par un escalier de quelques marches, permettait aisément de charger ou de décharger une charrette de seaux de lait. Une pierre sculptée au-dessus de la porte principale, remise à jour par les récents travaux d'aménagement et de restauration de l'édifice, permet en effet de déterminer que sa construction remonte à 1901.
Contre le mur de soutènement du cimetière communal, au sud de la place, le monument aux morts, construit en grès des Vosges, rappelle les noms de ceux qui, au cours des deux derniers conflits mondiaux, ont fait à leur patrie le don de leur personne. Si ceux qui sont tombés pendant la Première Guerre mondiale le sont tous à titre militaire, on remarque cependant les noms de trois habitants de Fislis morts à titre civil au cours de la Seconde Guerre mondiale. La sobriété de cet édifice surmonté d'une grande croix latine donne à la place une certaine solennité et achève la perspective de la rue de l'Église.

#### Anciens moulins hydrauliques
Construit au bord de l'Ill, le village de Fislis compte deux anciens moulins à grains qui, restés longtemps en activité, ont fait la richesse de la commune et ont permis l'installation durable et la renommée de familles meunières au cœur du Jura alsacien. Ces deux bâtiments sont toujours visibles et remarquablement bien conservés.
L'ancien moulin Fanninger, d'abord, en activité jusqu'au milieu du XXe siècle, est daté, sur une poutre du beffroi des roues à engrenages, de l'an 1573. Bien que le bâtiment ait été remanié à des époques plus récentes, l'édifice reste probablement le plus ancien de la commune. Entre le XVIIIe et le XXe siècle, les propriétaires successifs ont entrepris la construction de certaines portes et fenêtres qui indiquent encore pour certaines la date des travaux (on trouve ainsi des inscriptions de 1748 ou de 1868). La plus grande partie du bâtiment toutefois, dont les baies en accolade du pignon et la partie antérieure du logis, n'a pas subi de grandes modifications depuis le XVIe siècle. Bien que la famille Fanninger n'en soit plus aujourd'hui propriétaire, elle a donné jusqu'en 1919 pas moins de quatre maires à la municipalité.
L'ancien moulin Nussbaumer, probablement daté du XVIIe siècle, s'articule quant à lui, autour d'un grand logis construit au XVIIIe siècle et qui, malgré son réaménagement après la Seconde Guerre mondiale, en comporte toujours de nombreux vestiges. Plusieurs bâtiments de ferme datés du XIXe siècle récemment rénovés et un bâtiment de meunerie permettant le passage souterrain du canal de dérivation de l'Ill, complètent un ensemble élégamment préservé.
Il est à noter que la famille Nussbaumer, en parenté directe avec le président Pierre Pflimlin qui a quelquefois séjourné à Fislis au milieu du XXe siècle, est toujours propriétaire des lieux.

#### Autres bâtiments et monuments notables
Ancien presbytère à colombages, nombreuses fermes des XVIIe et XVIIIe siècles, calvaires, fontaines et réservoir à eau en grès des Vosges.